# 摂益文
摂益文（しょうやくもん）は、『観無量寿経』の中の真身観文（第九観）から採った偈文である。

## 偈文
- 光明徧照（こうみょうへんじょう）
- 十方世界（じっぽうせかい）
- 念仏衆生（ねんぶつしゅじょう）
- 摂取不捨（せっしゅふしゃ）

## 偈文の訳（和文）
- 如来の光明は
- あまねく十方世界を照らして
- 念仏の衆生を
- 摂取して捨てたまわず